# محله ارمنی‌ها

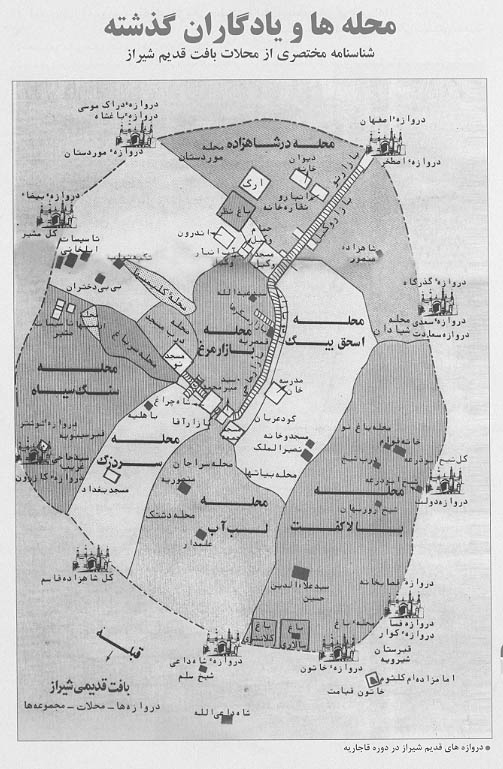
نقشه شیراز قدیم

محله ارمنی‌ها، نام یکی از محله‌های شیراز قدیم می‌باشد که در نزدیکی محله درب مسجد قرار داشته‌است و کلیه عیسویان شیراز در این محل زندگی می‌کردند.
ارامنه به دستور شاه عباس دوم از ارمنستان به ایران آورده شده بودند و در اصفهان و شیراز استقرار یافته بودند.
در این محله نیز مکان هائی چون حمام، مکتب خانه، کلیسا، قراول خانه، بازار و بازارچهٔ مخصوص عیسویان و ارمنی‌ها وجود داشته‌است.
عیسویان به تدریج از ارامنه جدا شدند و به محل جدیدی واقع در خارج شیراز آن زمان رفتند و کلیسای حضرت شمعون غیور را بنا کردند و در اطراف آن، محلهٔ خود را گسترش دادند. این کلیسا که در کوچه نوبهار منشعب از خیابان زند فعلی است، آراسته به جزئیات ساختمان ایرانی از جمله استفاده از پنجره‌های الوان می‌باشد.

## بناهای شاخص محله
کلیسای ارامنه در داخل شهر و جنب مسجد مشیر قرار دارد. این کلیسا در سال ۱۶۶۲ میلادی در زمان شاه عباس دوم ساخته شد. تالار نمازگاه آن یکی از بناهای ظریف قدیمی و هنری قرن ۱۷ شیراز می‌باشد، نقاشی سقف تالار آن بسیار زیبا و دارای طراحی خاص می‌باشد، گچ بری‌های این تالار نیز از شاه کارهای آن زمان است که در نوع خود بی‌نظیر می‌باشد.
بازارچه نیز در این محل وجود داشته‌است که به بازارچه ارمنی‌ها معروف بوده و هنوز هم آثاری از این بازارچه باقی است و به همان نام قدیم معروف و مشخص است.

## تقسیم‌بندی محلات شیراز قدیم
در کل محلات شیراز به دو دسته بزرگ حیدری و نعمتی تقسیم شده بودند. حیدری به محلاتی گفته می‌شد که افراد آن محلات، خود را پیرو سلطان حیدر که از مشایخ عرفان بود، می‌دانستند.
نعمتی به محلاتی اطلاقی می‌شد که ساکنان آن خود را پیرو شاه نعمت‌الله ولی که او نیز از بزرگ‌ترین و شاخص‌ترین عرفای عصر بود، می‌دانستند. درگیری‌ها و مخاصماتی که بین این دو دسته در سال‌های متمادی صورت گرفته هنوز هم مورد بحث است و حتی به صورت ضرب‌المثل جنگ حیدری، نعمتی در زبان‌ها است.
پنج محله محله اسحاق بیگ، محله درب شاهزاده، محله بالا کفت، محله میدان شاه و محله بازار مرغ را حیدری خانه و پنج محله محله سرباغ، محله سنگ سیاه، محله درب مسجد، محله لب آب و محله سر دزک را نعمتی خانه می‌گفتند. البته محله ارمنی‌ها و محله کلیمی‌ها جزء محلات بی‌طرف بودند و کاری به درگیری‌ها و مخاصمات نداشتند.